# Prothymina
Prothymina es una subtribu de coleópteros adéfagos de la familia Carabidae. 

## Géneros
Tiene los siguientes géneros:
| - Baloghiella - Caledonica - Caledonomorpha - Calyptoglossa - Cenothyla - Cheilonycha - Darlingtonica - Dilatotarsa - Dromica - Euryarthron | - Heptodonta - Neochila - Odontocheila - Opisthencentrus - Oxygonia - Oxygoniola - Paraphysodeutera - Pentacomia - Peridexia - Phyllodroma - Physodeutera | - Pometon - Prepusa - Probstia - Pronyssa - Pronyssifaormia - Prothyma - Ronhuberia - Socotrana - Stenocosmia - Vata - Waltherhornia |